# Christian Voltz
Pour les articles homonymes, voir Voltz.
Christian Voltz, né le 28 décembre 1967 à Strasbourg (Bas-Rhin), est un plasticien, illustrateur, sculpteur,, graveur, et auteur jeunesse français.

## Biographie
Christian Voltz vit et travaille à Strasbourg, sa ville natale, où il a son atelier.
Il publie son premier album jeunesse en 1997, et son œuvre comporte fin 2017 une quarantaine d'ouvrages, publiés majoritairement aux Éditions du Rouergue. Il travaille également pour la presse jeunesse, et réalise des affiches pour des événements culturels.
Quatre de ses albums figurent dans la « Bibliothèque idéale » du Centre national de la littérature pour la jeunesse (BnF).
Il a été récompensé par deux prix Sorcières catégorie albums, en 1998  pour Toujours rien ? et en 2007 pour La Caresse du Papillon. En 2003, il obtient le prix Bernard Versele pour C'est pas ma faute !.

### Formation
Christian Voltz a suivi des études de psychologie, qu'il a arrêtées pour travailler durant trois ans dans le social. Puis il a été formé à l’École supérieure des arts décoratifs de Strasbourg,, où il a suivi à partir de sa troisième année, en 1991, l’atelier d’illustration de Claude Lapointe,. Il a également étudié la gravure durant sa formation, et a ensuite travaillé auprès d'un graveur.

### Son travail, ses matériaux

#### Auteur et illustrateur
« Tout part toujours d'une histoire qui me touche, comme pour mes sculptures où tout démarre avec un objet qui m'inspire. » Artiste plasticien et illustrateur, il est aussi l'auteur des textes de la majorité de ses publications : «  Le point de départ, c’est toujours l’histoire, l’histoire est toujours première. D’abord, je l’écris, ensuite je fais des dessins, c’est là que je cherche les caractères, les expressions, le physique des personnages, qui est très important. Ensuite seulement je prends mon fil de fer, mes objets, et c’est alors la vraie recherche du ou des personnages, la concrétisation. » La mise en volume est donc réalisée après l'écriture et le dessin, puis, lorsque ses compositions prennent forme : « Je supprime du texte », avoue-t-il, convaincu que « ce qui est dit par l'image n'a plus besoin de l'être par les mots. »

#### Illustrateur
Il illustre également quelques ouvrages dont il n'est pas l'auteur : le deuxième ouvrage qu'il publie, en 1998, La Valise, est écrit par Philippe Lechermeier. Il illustre également, aux mêmes éditions Didier Jeunesse, deux textes du conteur libanais Jihad Darwiche, La souris et le voleur en 2002, tiré d'un conte traditionnel libanais, et en 2006, La Mare aux aveux. Les deux albums figurent dans la « Bibliothèque idéale » du Centre national de la littérature pour la jeunesse (BnF).
En 2002, il est l'illustrateur de l'album Cochon dingue, écrit par Béatrice Rouer ; en 2004, il illustre Les Gros Mots, écrit par Didier Mounié ; en 2005, Mistral, le teckel, de Sandy Fouchard.
En 2008, il illustre de façon posthume Drôle de nuit (« Für alle », traduit de l'allemand par Bernard Friot), un texte du poète autrichien Ernst Jandl, décédé en 2000. En 2011 il illustre Les trésors de Paris, écrit par Émilie Soleil.
Il réalise également des affiches pour des événements culturels, ou des illustrations en presse jeunesse,.

### Démarche artistique

#### Récupération et créations
« J'aime les objets pauvres, pour leur simplicité et le fait qu'ils soient au rebut. Ils portent une trace de la mémoire du temps. Travailler avec, c'est leur donner du sens, une nouvelle fonction, une poésie. » Ses œuvres se composent d'illustrations, de sculptures, de gravures , de céramiques et de porcelaine, et sont essentiellement créées à partir de petits matériaux de récupération,, de fils de fer, « ressorts, clous, vis, ferraille rouillée, bois poli, bouts de ficelle et autres boutons. » « Autant de p’tits trucs hors d’usage tout juste bons pour la casse ou la poubelle », comme il le dit lui-même. « Les objets proviennent de partout, de débarras, de greniers, je les trouve au bord de la route, ou des amis, des connaissances m’en apportent [...].  Le passage du temps, les traces du temps passé sur les choses, m’importent beaucoup. »

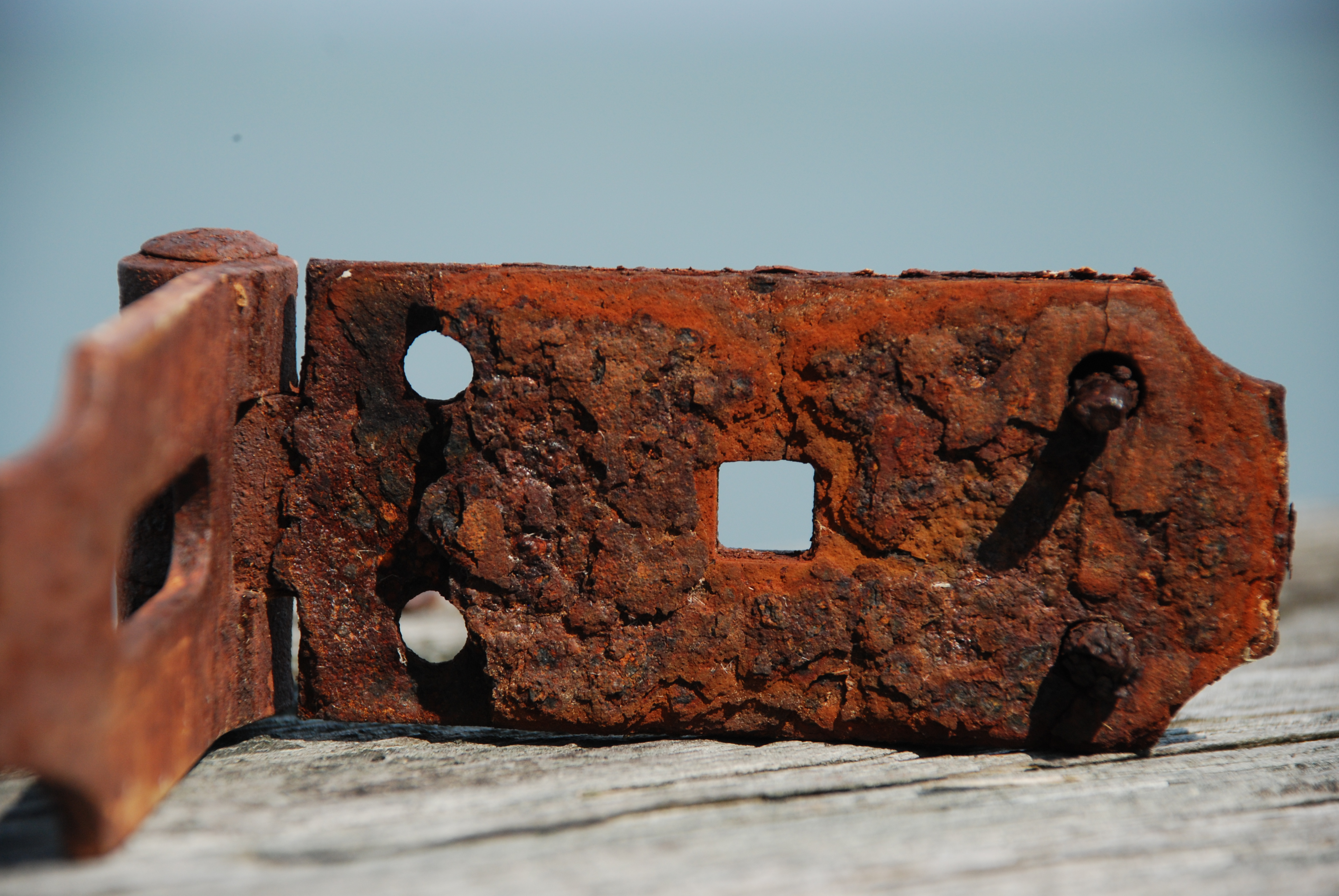
Une charnière rouillée, un des matériaux de récupération de Christian Voltz.

Dans une interview au journal Le Télégramme en février 2016 il indique : « Cela fait vingt ans que je fais cela, j'ai un gros stock d'objets de récupération classés dans des caisses dans lesquelles je pioche selon l'inspiration ».
Son travail de sculpteur,, de graveur, et de céramiste, sont des aspects plus méconnus de sa démarche : ses sculptures sont visibles sur son site, ainsi que ses gravures, et ses céramiques.
Il réalise également des films d'animation,.

#### Processus de réalisation
Les étapes et processus de sa démarche sont rendus visibles par plusieurs expositions pédagogiques, didactiques et itinérantes : « Les Trésors minuscules », une « exposition aux allures d'atelier d'artiste retrace sa démarche artistique à travers les différentes étapes de la création : brouillons, maquettes, photos, croquis, pages d'impression », créée en 2006 ; « La Fabric », créée en 2007 ; « Fil de fer et mine de rien », créée la même année ; « Les petites personnes »,, et « De bric et de broc », expositions qui voyagent dans diverses tournées.
Un ouvrage est également consacré à son travail, Dans l'atelier de Christian Voltz : jouer, dessiner, inventer avec des objets, publié au Rouergue en 2012, « un livre où j'ouvre les portes de mon atelier pour présenter tout le bazar avec lequel je bricole » comme il l'explique, et qui s'accompagne d'« un cahier d’activités qui se veut à la fois documentaire et livre-jeu » afin que les enfants créent à leur tour.

#### Support photographique de ses travaux
Ses travaux et installations sont photographiés par Jean-Louis Hess pour ses affiches et illustrations d'ouvrages : « les ombres, la lumière, c’est son domaine. ». Christian Voltz emporte ses installations dans l'atelier strasbourgeois du photographe, tout proche du sien : « Je prépare tout à l’avance, chaque scène, chaque geste, le décor. Et pourtant j’ai des doutes, tout le temps. Je crée ma scène en volume, Jean-Louis la photographie. Je défais la scène pour créer la suivante. »

### Poésie et humour
Le fond de son travail est empreint de « poésie »,,, et d'« humour », un humour « cocasse », voire « caustique ».

### Thèmes

#### L'environnement
« Je suis vraiment dans une optique de « décroissance », essayant de consommer le moins possible. Je suis indigné de ce que je vois dans cette société, je souhaite sortir autant que faire se peut de ce système-là, et c’est une des choses que j’ai envie de partager avec les enfants. » Nombre de ses personnages sont des animaux : insectes, escargots (dans Petit escargot ou Quel bazar !) , la salamandre éponyme de son album de 2005, des mammifères (dans Bêêêtes ou dans Heu-reux !, son ouvrage de 2016) : « le rapport à la nature, et donc à l’animal, ainsi que l’écologie font partie de ma vie. »
Le premier ouvrage dont il est auteur-illustrateur Toujours rien ?, se penche sur la plantation d'une graine. L'album obtient le Prix Sorcières 1998, et figure dans la « Bibliothèque idéale » du Centre national de la littérature pour la jeunesse (BnF).
En 2002 et 2003, en publication exclusive pour le Parc naturel régional des Vosges du Nord , il est l'auteur de L'ombre des Pommiers, qui s'intéresse à l'intérêt écologique des vergers, et Le fil de l'eau, sur le cycle de l'eau et sa richesse.
Il a illustré la série de trois ouvrages Ma boîte à trésors, qui comporte La Forêt, La Rivière et La Montagne entre 2009 et 2010 aux éditions Plume de Carotte. En 2010, son album Dis papa, pourquoi ? raconte une promenade écologique dans un potager.

#### Des sujets sensibles
Il aborde la politique de façon détournée dans À fond la gomme, lecture à « double sens » ; les a priori et les « rumeurs », dans Un aigle dans le dos ; la perte ou le deuil, dans La Caresse du papillon (Prix Sorcières 2007) ; la mort, dans Vous voulez rire ? et dans Une forêt blanche et noire ; les préjugés et l'homosexualité dans son ouvrage de 2016 Heu-reux !.

## Publications
Auteur et illustrateur, sauf mention contraire.

### Années 1990
- Toujours rien ?, éditions du Rouergue, 1997 Prix Sorcières catégorie Albums 1998 - « Bibliothèque idéale »[7] du Centre national de la littérature pour la jeunesse (BnF).
- La valise, auteur : Philippe Lechermeier, ill. Christian Voltz, Didier jeunesse, 1998
- Comme chaque matin, Rouergue, 1998
- Stromboli, Rouergue, 1999

### Années 2000
- Patates, Rouergue, 2000
- Globiboulga, Rouergue, 2000
- J’entends le loup, le renard et la belette, illustration de la chanson populaire, Didier jeunesse, 2000   « Bibliothèque idéale »[7] du Centre national de la littérature pour la jeunesse (BnF).
- C’est pas ma faute !, Rouergue, 2001 Prix Bernard Versele 2003.
- Un aigle dans le dos[23], Rouergue, 2001
- La souris et le voleur, auteur : Jihad Darwiche, ill. Christian Voltz, Didier jeunesse, 2002 - conte traditionnel libanais Prix Gayant Lecture 2003 - Coup de cœur 2003 du Centre national de la littérature pour la jeunesse (BnF)[24] - « Bibliothèque idéale »[7] du Centre national de la littérature pour la jeunesse (BnF).
- Cochon dingue, auteur : Béatrice Rouer, ill. de Christian Voltz, éd. Lito, 2002
- L'Ombre des pommiers, 2002 - Publication exclusive pour le Parc naturel régional des Vosges du Nord
- Le fil de l'eau, 2003 - Publication exclusive pour le Parc naturel régional des Vosges du Nord
- Les Gros Mots, auteur : Didier Mounié, ill. Christian Voltz. Rouergue, 2004
- À pas de géant, Didier jeunesse, 2004 - Livre et CD
- Petit escargot, Didier jeunesse, 2005
- La salamandre, Seuil jeunesse, 2005 Prix de l’Illustration Jeunesse de Rueil-Malmaison 2006
- La caresse du papillon, Rouergue 2005 Prix Sorcières catégorie Albums 2007.
- Mistral, le teckel, auteur : Sandy Fouchard, ill. Christian Voltz, Belin jeunesse, 2005
- Sacré sandwich !, École des loisirs, Pastel, 2006 Prix Nord Isère des Jeunes lecteurs 2008
- Une forêt blanche et noire, Seuil, 2006
- Vous voulez rire ?, Rouergue, 2006
- La mare aux aveux, auteur : Jihad Darwiche, ill. Christian Voltz, Didier jeunesse, 2006  « Bibliothèque idéale »[7]  du Centre national de la littérature pour la jeunesse (BnF).
- Il est où ?, Rouergue, 2008 Prix Pitchou 2008[25]
- Bêêêtes, Rouergue, 2007 - créé à partir de l'exposition « Bêtes et Hommes », présentée à La Grande Halle au Parc de La Villette, Paris
- Le Livre le plus génial que j’ai jamais lu..., École des Loisirs, Off-Pastel, 2008
- Cochonnerie, éd. La Cabane sur le chien, 2008
- Drôle de nuit (« Für alle », traduit de l'allemand par Bernard Friot), auteur : Ernst Jandl, ill. Christian Voltz, Rue du Monde, 2008
- À fond la gomme ![22], Rouergue, 2009
- Ma boîte à trésors « La forêt », illustrateur, Plume de carotte, 2009
- Ma boîte à trésors « La rivière » , illustrateur, Plume de carotte, 2009

### Années 2010
- Ma boîte à trésors « La montagne », illustrateur, Plume de carotte, 2010
- Nous les hommes !, Éditions du Rouergue, 2010
- Dis papa, pourquoi ?'', Bayard éditions, 2010
- Mon cahier nature : 100 activités pour apprendre, collecter, bricoler, jouer..., Petite plume de carotte, Suisse, et éd. La Petite salamandre, France, 2011
- Les trésors de Paris, auteur : Émilie Soleil, ill. Christian Voltz, Bayard Édition, 2011
- L'atelier sticker et scratch, Édition Les Apprentis Rêveurs, 2011
- Dans l'atelier de Christian Voltz : jouer, dessiner, inventer avec des objets[20], Rouergue, 2012
- Chouette (chienne) de vie, Rouergue, 2013
- Mon cahier nature été : 70 activités pour apprendre, collecter, jouer à la plage, à la montagne, en ville, dans la prairie, au bord de la rivière, Petite plume de carotte, Suisse, et éd. La Petite salamandre, France, 2014
- Mon cahier nature automne-hiver, Petite plume de carotte, Suisse, et éd. La Petite salamandre, France, 2014
- Mon cahier nature printemps-été, Petite plume de carotte, Suisse, et éd. La Petite salamandre, France, 2015
- Quel bazar !, Rouergue, 2015
- Heu-reux !, Rouergue, 2016[21]
- Le nid de Jean, texte de Carl Norac, illustrations de Christian Voltz, Pastel, 2016
- Savez-vous planter les choux ?, illustrations de la chanson populaire au même titre, Didier Jeunesse, 2017
- Loupé !, Rouergue, 2017
- Un gâteau au goûter, Pastel, 2019

### Années 2020
- Les Trois petits cochons, texte de Christina Dorner, ill. de Christian Voltz, Accès éditions, 2020
- L'Abécédaire de Christian Voltz, Accès éditions, 2020
- Les trésors de Papic, texte Émilie Soleil, Bayard jeunesse, 2022
- Promenons-nous dans les bois, d'après la chanson populaire, illustrations de Christian Voltz, Didier jeunesse, 2022
- Et toi, et toi ?, Rouergue, 2022

## Autres travaux d'illustration

### Affiche
Christian Voltz a réalisé plusieurs affiches événementielles, dont :
- 2005 : toise « Les droits de l'enfant » commandée par service municipal de l'Enfance de la ville de Saint-Ouen (93), avec la participation des enfants de 4 à 6 ans de la ville de Saint-Ouen et de Jacky Tremblais
- 2008 : affiche du Festival contes et légendes de Marcq-en-Barœul
- 2009 : affiche du Salon du livre jeunesse à Grateloup
- 2010 : affiche du Festival contes et légendes de Marcq-en-Barœul
- 2012 : affiche du 23e Festival international pour l'enfant, Ideklic
- 2013 : 
  - affiche du Prix Sorcières - prix dont il a été deux fois lauréat, en 1998 et 2007, dans la catégorie Albums
  - affiche du Salon du livre jeunesse de Cormontreuil
- 2014 : carte postale de la 25e édition du Salon du livre de Colmar[26]

### Carte postale
Plusieurs séries de cartes postales de ses travaux d'illustration ont été publiées.
Quelques tirages photographiques limités
- Photographie bonhomme et oiseau, tirage à 300 exemplaires[28] numérotés et signés par l'auteur ; tirage épuisé
- Photographie bonhomme et niche d'oiseau, tirage à 300 exemplaires[29] numérotés et signés par l'auteur

## Film d'animation
Auteur et animateur :
- M. Louis, 2000 - durée 6 minutes 30 ; d'après son album Toujours rien ? de 1997
- Les 4 saisons, 2001 - durée 5 minutes
- (de) Schneeflöckchen, Weißröckchen, 2004 - durée 4 minutes
- Le loup fait-il encore peur ?, 2007 - durée 1 minute 20

## Spectacle vivant
- Petechens Mondfahrt, d'après le conte traditionnel allemand éponyme ( « Le voyage de Petit Pierre dans la lune ») en théâtre d’ombres et marionnettes, compagnie Nimmerland Theaterproduction, création 2012 et tournée - Christian Voltz a réalisé les personnages
- Vous voulez rire ?, d'après l'album éponyme de Christian Voltz publié en 2006, spectacle de marionnettes, Les Frères Duchoc, création 2012 et tournée jusqu'en 2016

## Expositions itinérantes
- « Les Trésors minuscules »[4], créée en 2006 à la bibliothèque Émile Aillaud à Bobigny (93) - en tournée
- « La Fabric »[11], créée en 2007,pour le Salon du livre et de la presse jeunesse à Montreuil - exposition sur le thème du jouet - actuellement ; dernière en date : centre des arts André-Malraux, Douarnenez (Finistère), février-avril 2016
- « Les petites personnes »[13],[18] - actuellement ; dernière en date : Médiathèque de Sanary (Var), mai-juin 2016
- « De bric et de broc »[19] - en tournée
- « Fil de fer et mine de rien »[10],[17], créée en 2007 - en tournée ; exposition coproduite par le Salon du livre et de la presse jeunesse de Seine-Saint-Denis, l’Association des Bibliothèques de Seine-Saint-Denis et le Département de Seine-Saint-Denis[30].

## Numérique
- Application numérique Le Monde de Christian Voltz, développée par le studio Joue avec en 2013 pour l'iPad. Elle propose différentes activités pour découvrir l'univers de l'illustrateur. Christian Voltz en a réalisé le design et les animations[31]

## Récompenses et distinctions
- Prix du Public du Prix Figures Futur[32] 1994 du Salon du livre et de la presse jeunesse de Montreuil
- Prix Sorcières catégorie Albums 1998[8] pour Toujours rien?
- « Bibliothèque idéale »[7] du Centre national de la littérature pour la jeunesse (BnF) pour Toujours rien
- « Bibliothèque idéale »[7] du Centre national de la littérature pour la jeunesse (BnF)  pour J’entends le loup, le renard et la belette, illustration de la chanson populaire
- Prix Bernard Versele 2003 pour C'est pas ma faute !
- Prix Gayant Lecture 2003 pour La souris et le voleur, de Jihad Darwiche, qu'il a illustré
- Coup de cœur 2003 du Centre national de la littérature pour la jeunesse (BnF) pour La souris et le voleur[24], de Jihad Darwiche, qu'il a illustré
- « Bibliothèque idéale »[7] du Centre national de la littérature pour la jeunesse (BnF) pour La souris et le voleur de Jihad Darwiche, qu'il a illustré
- Sélection Prix des incorruptibles[33] 2006 pour Les gros mots
- Prix de l’Illustration Jeunesse de Rueil-Malmaison 2006 pour La Salamandre
- « Bibliothèque idéale »[7] du Centre national de la littérature pour la jeunesse (BnF) pour La mare mare aux aveux de Jihad Darwiche, qu'il a illustré
- Prix Sorcières catégorie Albums 2007[9] pour La Caresse du Papillon
- Sélection Prix des incorruptibles[33] 2007 pour La Caresse du papillon
- Prix Pitchou 2008 pour Il est où ?[25]
- Prix Nord Isère des Jeunes lecteurs 2008 pour Sacré sandwich !
- Sélection Prix des incorruptibles[33] 2008 pour Une Forêt blanche et noire
- Prix Tatoulu 2019[34] pour Loupé !
- Prix Ficelle 2020[35] pour  Un gâteau au goûter